# Lijst van grootste metropolen van Noord-Amerika
Deze tabel bevat de 50 grootste metropolen in Noord-Amerika. 34 van de 50 metropolen liggen (gedeeltelijk) in de Verenigde Staten. 
Voor de grootste metropolen ter wereld kijk bij Lijst van grootste metropolen, zie ook: Lijst van grootste metropolen van Zuid-Amerika.
| Rang | Metropool gebiedsnaam    | Land                    | Bevolking (2015) |
| ---- | ------------------------ | ----------------------- | ---------------- |
| 1    | Mexico-Stad              | Mexico                  | 22.100.000       |
| 2    | New York                 | Verenigde Staten        | 22.000.000       |
| 3    | Los Angeles              | Verenigde Staten        | 17.500.000       |
| 4    | Chicago                  | Verenigde Staten        | 8.800.000        |
| 5    | Washington-Baltimore     | Verenigde Staten        | 8.300.000        |
| 6    | San Francisco            | Verenigde Staten        | 7.600.000        |
| 7    | Boston                   | Verenigde Staten        | 7.350.000        |
| 8    | Philadelphia             | Verenigde Staten        | 7.300.000        |
| 9    | Toronto                  | Canada                  | 7.200.000        |
| 10   | Dallas - Fort Worth      | Verenigde Staten        | 6.500.000        |
| 11   | Houston                  | Verenigde Staten        | 6.150.000        |
| 12   | Miami                    | Verenigde Staten        | 6.050.000        |
| 13   | Detroit-Windsor (Canada) | Verenigde Staten Canada | 5.700.000        |
| 14   | Atlanta                  | Verenigde Staten        | 5.450.000        |
| 15   | San Diego-Tijuana        | Verenigde Staten Mexico | 5.200.000        |
| 16   | Guadalajara              | Mexico                  | 4.950.000        |
| 17   | Monterrey                | Mexico                  | 4.625.000        |
| 18   | Tampa                    | Verenigde Staten        | 4.300.000        |
| 19   | Phoenix                  | Verenigde Staten        | 4.300.000        |
| 20   | Montreal                 | Canada                  | 4.075.000        |
| 21   | Seattle                  | Verenigde Staten        | 4.050.000        |
| 22   | Santo Domingo            | Dominicaanse Republiek  | 3.625.000        |
| 23   | Denver                   | Verenigde Staten        | 3.500.000        |
| 24   | Cleveland                | Verenigde Staten        | 3.075.000        |
| 25   | Orlando                  | Verenigde Staten        | 3.050.000        |
| 26   | Guatemala-Stad           | Guatemala               | 3.025.000        |
| 26   | Minneapolis – Saint Paul | Verenigde Staten        | 3.025.000        |
| 28   | Puebla                   | Mexico                  | 2.950.000        |
| 29   | Port-au-Prince           | Haïti                   | 2.800.000        |
| 30   | Cincinnati               | Verenigde Staten        | 2.725.000        |
| 31   | Ciudad Juárez – El Paso  | Mexico Verenigde Staten | 2.700.000        |
| 32   | Vancouver                | Canada                  | 2.475.000        |
| 33   | Saint Louis              | Verenigde Staten        | 2.350.000        |
| 34   | Salt Lake City           | Verenigde Staten        | 2.275.000        |
| 35   | Charlotte                | Verenigde Staten        | 2.250.000        |
| 36   | Portland                 | Verenigde Staten        | 2.250.000        |
| 37   | Havana                   | Cuba                    | 2.225.000        |
| 38   | Toluca                   | Mexico                  | 2.200.000        |
| 39   | San Juan                 | Puerto Rico             | 2.150.000        |
| 40   | Pittsburgh               | Verenigde Staten        | 2.075.000        |
| 40   | Las Vegas                | Verenigde Staten        | 2.075.000        |
| 42   | San Antonio              | Verenigde Staten        | 2.025.000        |
| 43   | Milwaukee                | Verenigde Staten        | 2.025.000        |
| 44   | Sacramento               | Verenigde Staten        | 1.970.000        |
| 45   | San Salvador             | El Salvador             | 1.930.000        |
| 46   | Kansas City              | Verenigde Staten        | 1.910.000        |
| 47   | Indianapolis             | Verenigde Staten        | 1.900.000        |
| 48   | León                     | Mexico                  | 1.740.000        |
| 49   | Columbus                 | Verenigde Staten        | 1.640.000        |
| 50   | Norfolk - Virginia Beach | Verenigde Staten        | 1.600.000        |

## Bron
- World Gazetteer – Largest Agglomerations in the World